# Omgekeerde osmose

Principe van omgekeerde osmose: 1 = instromend water, 2 = uitstromend gezuiverd water, 3 = afvalwater op druk, 4 = instromend water op druk, 5 = uitstromend afvalwater, A = hogedrukpomp, B = circulatiepomp, C = membraan, D = drukwisselaar

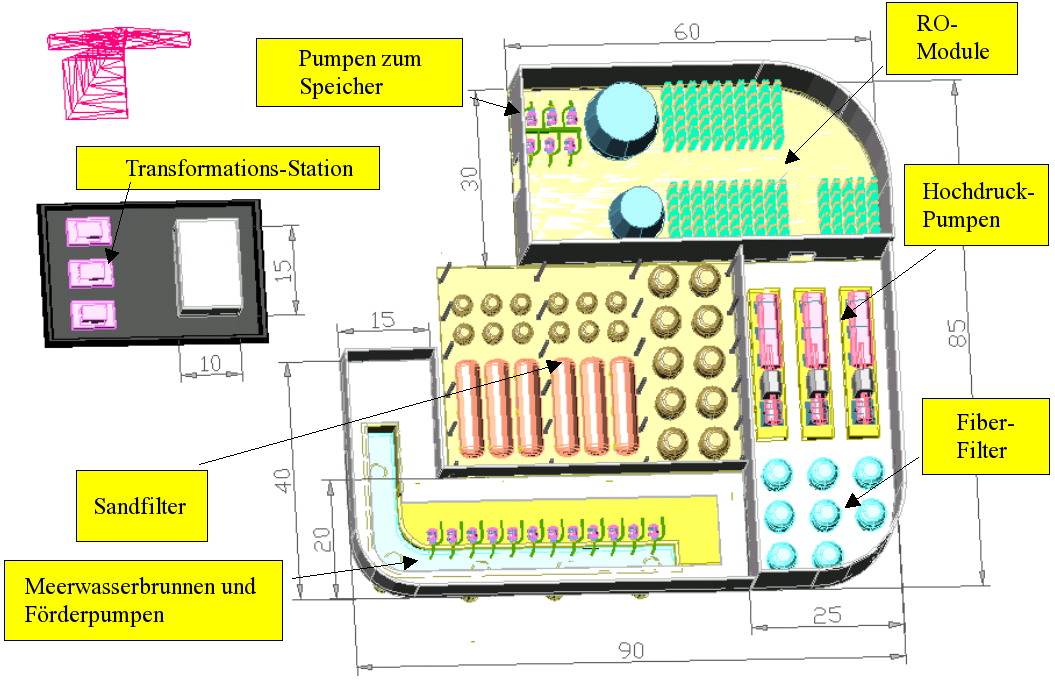
Schema van fabriek om drinkwater te bereiden uit zeewater met omgekeerde osmose

Omgekeerde osmose is een proces om middels het uitvoeren van druk op een membraan water te demineraliseren. Voorheen werd daarvoor gebruik gemaakt van ionenwisselaars of destillatie. Een alternatief, c.q. nabehandeling, is elektrodialyse.

## Werking
Osmose vindt van nature plaats in bijvoorbeeld plantencellen. Als uit een plantencel water verdampt, neemt de concentratie aan zout toe waardoor als gevolg van osmose water van buiten door het membraan naar binnen wordt getrokken. Dit proces kan door de komst van zeer fijne kunstmatige membranen worden omgekeerd. Men voert dan druk uit op mineraalhoudend water waardoor juist water door het membraan uit de cel met het hogere zoutgehalte wordt gedrukt. Dit proces kost (mechanische) energie.
Een pomp drukt de vloeistof door een membraan in de stromingsrichting omgekeerd van die bij osmose. Toepassingen zijn er voor bereiding van drinkwater, onder andere uit zeewater, aanmaak van ketelwater voor stoomketels en zuivering van sommige afvalwaters en mest.
Door over een halfdoorlatend (semi-permeabel) membraan een drukverschil aan te brengen kan dit als een filter gaan werken: het oplosmiddel zal zich dan naar de kant bewegen waar de som van de externe druk en de osmotische druk (= verouderde term voor osmotische waarde) het laagst is. Als de externe druk aan de kant van de geconcentreerde oplossing groot genoeg is, zal het zuivere oplosmiddel (zonder de opgeloste stoffen mee te nemen) naar de andere kant worden geperst. In simpele taal houdt dit in dat water heel hard dwars door een zeef met microscopische gaatjes wordt geduwd.
Het verwijderingsrendement wordt niet alleen bepaald door de grootte van de te verwijderen stoffen, maar ook door de polariteit en de lading van de stoffen, het oplosmiddel en het membraan.

## Toepassing
Wanneer omgekeerde osmose wordt gebruikt als zuiveringsmethode wordt dit ook wel hyperfiltratie, RO of OO genoemd. Deze methode wordt onder meer toegepast bij:
- bepaalde vormen van nierdialyse
- waterzuivering om zeer zuiver water te verkrijgen
  - grootschalige drinkwaterproductie, inclusief ontzilting
  - verbruikspunt-drinkwatersystemen
  - mobiele drinkwaterzuiveringsystemen, de omgekeerde-osmosewaterzuiveringstoestellen
  - industriële toepassingen, zoals zuiveren van ketelwater van stoomketels in elektriciteitscentrales
  - afvalwaterzuivering om afvalwater te kunnen hergebruiken
  - slootwater geschikt te maken voor irrigatie in tuinbouwkassen en water te kunnen hergebruiken.
  - kraanwater geschikt maken voor aquaria voor veeleisende vissen
  - kraanwater geschikt maken voor speciale glazenspoelmachines en vaatwassers
  - kraanwater geschikt te maken om streeploos ramen te lappen.
  - verwijderen van zouten, micro verontreinigingen, zware metalen etc uit water.

## Combinaties
Omgekeerde osmose wordt dikwijls voorafgegaan door voorafgaande stappen, zoals klassieke filtratie om vaste stoffen tegen te houden, een filter van actieve kool om chloor en andere vluchtige stoffen te adsorberen, of een ionenwisselaar. Omgekeerde osmose kan in één stap gebeuren, of met twee of meer trappen na elkaar. Omgekeerde osmose wordt soms nog gevolgd door elektrodialyse (EDI) voor nog hogere zuiverheid.

## Vergelijking
Omgekeerde osmose biedt ten opzichte van een ionenwisselaar als voordeel dat geen chemicaliën zoals zout of waterstofchloride of natriumhydroxide nodig zijn, maar als nadelen hoger elektriciteitsverbruik voor de pomp, meer afvalwater en meer onderhoudskosten.
Het afvalwater van omgekeerde osmose (brijnwater) is veel zouter dan het oorspronkelijke water en levert na lozing problemen op in bijvoorbeeld glastuinbouwgebieden. Om vervuiling van de membranen door kalkafzetting te voorkomen moet er o.a. een kleine hoeveelheid zoutzuur (waterstofchloride) gedoseerd worden. Aangezien waterstofatomen zeer klein zijn geraken zij gemakkelijk door het membraan waardoor het ontzilte water iets zuur is.